# Žalovanje na delovnem mestu
Žalovanje na delovnem mestu je sopomenka za različne situacije. Žalujoči lahko na delovnem mestu najde vir podpore in razumevanja, kar je dokazano ogromna korist za posameznika v težkih časih. Lahko pa je ravno obratno, nerazumevajoče delovno okolje lahko veliko doda k pritiskom žalovanja, še posebej, če sodelavci in nadrejeni ter celotna organizacijska kultura niso dovolj občutljivi in razumevajoči. Vsakodnevno se številni zaposleni vračajo nazaj na svoja delovna mesta le nekaj dni po izgubah, kot so na primer smrt otroka, partnerja ali starša. Da bi se nadrejeni, sodelavci in delovne organizacije primerno in sočutni odzivali na žalujoče zaposlene, je potrebno razumeti proces žalovanja z vidika žalujočega, prav tako pa je koristno tudi poznavanje pristopov, ki jih uporabljajo psihologi in ostali strokovni delavci. Žalovanje in njegovi učinki na posameznika ter njegovo družino so pogosto preučevani, toda relativno malo je znanega o tem, kako žalovanje vpliva na delovni proces.

## Opredelitev žalovanja
Ringold je opredelil žalovanje kot čustveni in fizični odziv na smrt ljubljene osebe. Žalovanje je povezano s široko paleto čustev, vključno z žalostjo, jezo, krivdo in prezirom. Pine je opredelil žalovanje kot proces, ki vključuje čustvene, fizične in socialne odzive na veliko izgubo, najpogosteje smrt bližnjega.
Zadušeno žalovanje (ang.: "stifled grief") je kakršnokoli žalovanje, ki mu ne omogočimo celotnega poteka in se pogosto pojavlja na delovnem mestu. Eyetsemitan (1998) je opredelil štiri stopnje premostitve izgube: sprejetje resničnosti izgube, premagovanje bolečine, prilagajanje na okolje brez pokojnega in nadaljevanje z življenjem.

## Modeli žalovanja

### Tradicionalni modeli
Tradicionalni modeli individualnega žalovanja so omejili proces prebolevanja izgube na popolnoma intrapersonalni proces izražanja čustev, povezanih z izgubo, kot so žalost, jeza in krivda. Medtem ko drugi ljudje lahko nudijo oporo skozi proces, se omenjeni modeli osredotočajo predvsem na individualno delo žalujočega v žalovanju. Ti modeli lahko vodilne usmerjajo v to, kaj pričakovati od žalujočega zaposlenega: morebitno izgubo energije, zanimanja, izraze žalosti ali jeze, morebitno depresivnost in določeno časovno obdobje, da se privadijo.

### Sodobnejši modeli
Novejši modeli žalovanja poudarjajo pomen medosebnih in družbenih vidikov žalovanja. Doka (1989) navaja, da opora drugih v tem procesu ni le nekaj prijetnega, ampak je nujna, da žalujoči preboli izgubo. Brez tega, da drugi prepoznajo izgubo in žalujočega, premostitev žalovanja ni možna. Stroebe in Schut sta razvila dvoprocesni model, ki opisuje nihanje žalujočega med dvema nalogama – prva se osredotoča na čustva, druga pa na ponovno vzpostavitev življenja. Na eni strani žalujoči predeluje svoja čustva in občutke, po drugi strani pa si poskuša ponovno vzpostaviti svoje življenje, pri čemer ni nujno, da je prva naloga dokončana, preden začne z drugo. Prek sodobnejših modelov žalovanja se vodilni lahko naučijo, da je razumevanje delavčeve izgube pomemben korak k njegovemu okrevanju, prav tako pa lahko pomaga tudi delo, v katerem zaposleni najde nek smisel.

## Simptomi in vplivi žalovanja
Tehan in Thompson (2013) sta razdelila vplive žalovanja na delovnem mestu v dve skupini: odprti in zaprti. Odprti se nanašajo na tiste vidike žalovanja, ki jih lahko opazimo navzven – na primer žalost, ki jo izraža zaposleni, ki trpi za izgubo. Zaprte vplive sta opredelila kot nižji nivo koncentracije (kar je v nekaterih delovnih okoljih lahko zelo nevarno), slaba kvaliteta dela (na primer zaradi višje stopnje napak), zmanjšana produktivnost, večja napetost in razdražljivost, kar lahko vodi do slabe komunikacije.
Težka izguba in žalovanje, ki ji sledi, spremenijo človekovo dojemanje sveta in dela, prav tako pa se spremeni dojemanje ljudi okoli njih. Žalovanje spremljajo fizični, čustveni in družbeni odzivi na izgubo, vključno utrujenost, izčrpanost in težave s koncentracijo, čustva jeze in krivde, umik iz socialnih odnosov. Nekateri poskušajo prikriti simptome, ker se ne ujemajo s pričakovanim vedenjem na delovnem mestu. Če simptomi trajajo dlje kot šest mesecev, so zelo močni ali jih spremlja huda depresija, je morda potrebna zdravniška oskrba in psihološko svetovanje.
Težave s koncentracijo in presojo, stres, depresija ali pomanjkanje motivacije imajo lahko pomembne vplive tudi na stroške organizacije, kot na primer višji stroški zdravljenja, izostajanje od dela, poškodbe, napake in zamujene priložnosti. Strokovnjaki ocenjujejo, da naj bi žalovanje na delovnem mestu letno organizacije stalo več kot 75 milijonov ameriških dolarjev.

## Konflikt vlog zaposlenega in žalujočega
Zahteve delovnega okolja so lahko v navzkrižju s potrebami osebe, ki je doživela izgubo. Žalovanje je zato lahko prikrito ali zadušeno s strani žalujočega, saj naj bi se to pogosto pričakovalo na delovnem mestu. Tudi če je žalovanje izraženo, ni vedno prepoznano s strani nadrejenih in sodelavcev. Prikrito ali neprepoznano žalovanje lahko vodi do napak, nesreč ali celo poškodb.
Tako tradicionalni kot sodobni modeli žalovanja kažejo na to, da je za zaposlene vrnitev na delo po veliki izgubi lahko prehitra in zelo stresna. Sicer lahko opravljajo dolžnosti, se udeležujejo sestankov in se pogovarjajo s sodelavci, vendar je njihova pozornost drugje. Njihova vrnitev je pogosto pospremljena s tišino sodelavcev ali zahtevami, da nadoknadijo, kot s podporo, ki jo potrebujejo. Bento (1994) je preučil vlogo žalujočega in vlogo zaposlenega. Vedenja, ki jih pričakujemo od žalujočega so izrazi žalosti, jeze in izčrpanosti in so po navadi nezdružljiva z vlogo zaposlenega. Takšna vedenja so lahko narobe razumljena, če vodilni in sodelavci niso dobro poučeni o tem, kaj pričakovati od osebe, ki žaluje in kako naj se odzivajo.
Delovne organizacije pogosto nudijo le minimalno podporo posameznim zaposlenim, ki jih prizadene smrt bližnjega. Večina podjetij v Ameriki določa število prostih dni glede na družbeno priznano bližino odnosa zaposlenega in pokojnega: štirje dnevi ob smrti zakonca, otroka ali starša, trije dnevi ob smrti sorodnika, starega starša, vnuka, tašče ali tasta. V primeru smrti svaka, svakinje, zeta ali snahe. Ob smrti drugih bližnjih ni predvidenih prostih dni. Nekatera podjetja so v zadnjem času povečala število dni plačanega dopusta zaradi žalovanja, vendar je kljub temu zelo verjetno, da bo zaposleni ob vrnitvi na delo še vedno v procesu žalovanja. Prav zato je pomembno, da sodelavci zaznajo izgubo in nudijo oporo, če je potrebno.
V Sloveniji plačano odsotnost z dela zaradi osebnih okoliščin omogoča in ureja Zakon o delovnih razmerjih (2013) v 165. členu, vendar določa le, da ima delavec pravico do plačane odsotnosti z dela zaradi osebnih okoliščin do največ sedmih delovnih dni v posameznem koledarskem letu. In sicer najmanj en delovni dan za vsak posamezen primer: lastno poroko, hujšo nesrečo, ki zadane delavca, smrt zakonca oziroma zunajzakonskega partnerja ali smrt otroka, posvojenca ali otroka zakonca ali zunajzakonskega partnerja, smrt staršev - očeta, matere, zakonca ali zunajzakonskega partnerja starša, posvojitelja.
Takšna odsotnost se ne všteva v dneve rednega letnega dopusta in gre v breme delodajalca, kar pomeni, da ima delavec pravico do nadomestila plače za čas odsotnosti. Drugače in bolj ugodno od navedenih zakonskih določil pa lahko določata le še kolektivna pogodba, ki morebiti velja za delodajalca, ali pogodba o zaposlitvi. 

## Kaj lahko naredijo nadrejeni
Profesionalno ozračje in v organizacijah in navidezno ločevanje dela in zasebnega življenja lahko vodita k temu, da nadrejeni verjamejo, da jih zasebne težave in čustva zaposlenih ne zadevajo. Kljub temu, da je vsako žalovanje edinstveno, obstajajo vzorci v njegovem procesu, kar pomeni, da se nadrejeni lahko naučijo prepoznati simptome in stopnje žalovanja ter uporabijo to znanje za pomoč zaposlenemu. Prav tako lahko prenesejo svoje znanje na preostale zaposlene in s tem pripomorejo k oblikovanju primernega delovnega okolja. Da bi se vodilni sočutno odzvali na zaposlene, ki čutijo bolečino in žalost, morajo najprej prepoznati simptome žalovanja. Preden ukrepajo, morajo najprej razmisliti, kaj se dogaja z zaposlenim in kaj potrebuje. Vodilnim lahko znanje o zaposlenemu in o teorijah žalovanja pomaga, da se odzovejo na primeren in sočuten način.

### Prepoznavanje simptomov
Zahteve dela in žalovanje pogosto tekmujejo med seboj. Vedenja, ki so del normalnega procesa žalovanja, kot na primer žalost, jeza, nezmožnost koncentracije, izčrpanost, odmik od drugih, so neskladna s pričakovanimi in sprejemljivimi vedenji na delovnem mestu. Nekateri morda ne izrazijo svojih čustev, vendar se bodo lahko simptomi kazali v zamujanju na delo ali  nekonsistentni učinkovitosti. Nadrejeni sicer taka vedenja opazi, vendar ni nujno, da jih zna povezati s procesom žalovanja.

### Razmislek
Po tem, ko opazimo vedenja in jih interpretiramo kot simptome žalovanja, si morajo nadrejeni vzeti čas za razmislek o tem, kakšna dejanja in odzivi so primerni. Razmišljanje o procesu žalovanja in uporaba znanja o prebolevanju izgube lahko pomagajo nadrejenim, da se odzovejo sočutno in primerno. Izrazi podpore dajo žalujočim zaposlenim vedeti, da jih drugi spoštujejo, cenijo in jih imajo radi, kar jim pomaga spoznati, da so del recipročnega sistema, počutijo se manj obremenjene in so bolj razpoloženi za delo.

### Ravnanje
Če nadrejeni vedo, da je zaposleni pred kratkim doživel hudo izgubo, lahko pripoznajo izgubo, upoštevajo proces žalovanja, nudijo podporo in delajo z zaposlenim tako, da minimizirajo možne škodljive posledice na delovnem mestu. Pomembno je, da zagotovijo okolje, kjer bo žalujoči napredoval v procesu žalovanja. Nadrejeni lahko zagotovijo dodatne proste dneve (če to ni omejeno s kolektivno pogodbo), nudijo besedno podporo, poslušajo ali priskrbijo tihi prostor za žalujočega. Zaposlene lahko napotijo na različne programe pomoči ali jim predlagajo obisk osebnega zdravnika, če znaki žalovanja trajajo več kot šest mesecev.

### Izobraževanje
Nadrejeni lahko prav tako izobražujejo svoje zaposlene o simptomih, občutkih in poteku žalovanja ter jih učijo, kako se primerno odzvati na žalujočega zaposlenega. Obstajajo tudi organizacije, ki pomagajo vodilnim pri takšnih nalogah. Znanje o žalovanju na delovnem mestu je pomembno, saj se lahko tako primerno individualno in na ravni instutucije odzivamo na žalujočega zaposlenega, s čimer pripomoremo k boljši organizaciji z zdravimi  in bolj efektivnimi zaposlenimi.

## Kaj lahko storijo organizacije
Podpore žalujočemu ne nudijo le vodilni in nadrejeni, pač pa lahko tudi organizacije podpirajo zaposlene in direktorje skozi svojo politiko, prakse in organizacijsko kulturo. Večina organizacij ima urejene politike glede dopusta zaradi izgube. Dolžina tega je odvisna od narave odnosa med pokojnim in zaposlenim. Bento (1994) je predlagal, naj organizacije ponudijo priložnosti, da se zaposleni poučijo o procesu žalovanja. Stein in Winokuer (1989) sta zaključila, da lahko organizacije podpirajo žalujoče zaposlene tako, da jim zagotovijo dovolj prostih dni za žalovanje, ponudijo delavnice za zaposlene o značilnostih žalovanja in podpori za žalujoče, priskrbijo informacije o podpornih skupinah ali svetovanju. Fleksibilna politika glede prostih dni, treningi za uslužbence in institucionalna podpora, kot je svetovanje ob izgubi, pomagajo oblikovati sočutno organizacijo.
Politika glede žalovanja v eni izmed organizacij je vključevala tudi pozornost in razumevanje posameznika ob obletnicah izgube, saj je naravno, da žalujoči takrat podoživlja spomine. Gre za dober primer tega, kako pomembno je razviti podporno kulturo organizacije, ki se je zmožna primerno odzivati na zaposlenega. Ni dovolj, da imajo organizacije le dobro postavljena pravila, pač pa mora biti prisotna tudi podporna kultura, ki bo ta pravila osmislila.